# Ludvig Ruben

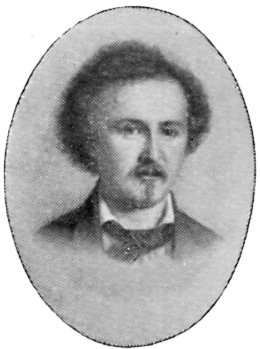
Ludvig Ruben.

Ludvig Ruben, född 17 februari 1818 i Karlskrona, död 31 mars 1875 i Stockholm, var en svensk kopparstickare.
Ruben kom vid 12 års ålder till Hamburg, där han tecknade för Leo Lehmann, och blev 1834 elev vid konstakademien i Köpenhamn. Han studerade sedan måleri i München och Düsseldorf samt ägnade sig i Rom åt bildhuggarkonsten, beslöt omsider att bli gravör, lärde sig tekniken av dansken Ballin i Paris och utbildade sig sedan för den egentliga streckgravyren under ledning av Mandel i Berlin. 
År 1858 framträdde Ruben i Stockholm med Skattepenningen efter Tizian. Detta blad följdes 1859 av konstnärens självporträtt. Christopher Eichhorn avger följande omdöme i Nordisk familjebok: "Båda utmärka sig genom förträfflig teckning samt en fast och klar teknik, i hvilken dock ännu någon hårdhet gör sig märkbar." 
Ruben blev 1860 ledamot av Konstakademien. År 1864 kom hans Judit (efter Cristofano Allori), där han enligt Eichhorn "nådde fulländadt mästerskap" . Denne fortsätter: "Här fanns pittoreskt djup och ljusdunkel på samma gång som klar teckning, elegans och lätthet i streckföringen samt fasthet och ädel modellering. Detta blad vann erkännande som den yppersta gravyr af svensk hand, ej ens Forssells bästa verk undantagna." 
Ruben begav sig 1866 till Madrid för konststudier, och följande år uppehöll han sig i Paris, där han dröjde kvar över 1867 års världsutställning. År 1868 bosatte han sig på allvar i Stockholm och började samtidigt en gravyr efter Rafaels Madonna della sedia. Hans ökande musikaliska intresse i form av violinspel och andra faktorer gjorde att verket förblev oavslutat.
Veterligen utförde Ruben inte fler än dessa fyra blad; "de äro", skriver Eichhorn, "likväl nog för att inför eftervärlden vittna om hans utbildade smak, hans energiska studier och herravälde öfver sin konsts medel, egenskaper, hvilka tillförsäkra honom en högt aktad plats bland 1800-talets kopparstickare." Ruben finns representerad vid bland annat Nationalmuseum i Stockholm.
Rubens maka, Gurli Lublin 1839 i Stockholm, död 1887, var före sitt giftermål anställd vid kungliga operan som altsångerska (1860-1868). Bland hennes roller märks Azucena i "Trubaduren", Fides i "Profeten" och Nancy i "Martha".